# Terrors of the Jungle (film 1913)
Terrors of the Jungle è un cortometraggio muto del 1913 diretto da Colin Campbell.

## Produzione
Il film fu prodotto dalla Selig Polyscope Company.

## Distribuzione
Distribuito dalla General Film Company, il film - un cortometraggio di una bobina - uscì nelle sale cinematografiche statunitensi nel novembre 1913. In Danimarca prese il titolo di Djunglens Rædsler.